# Marie Arvinius

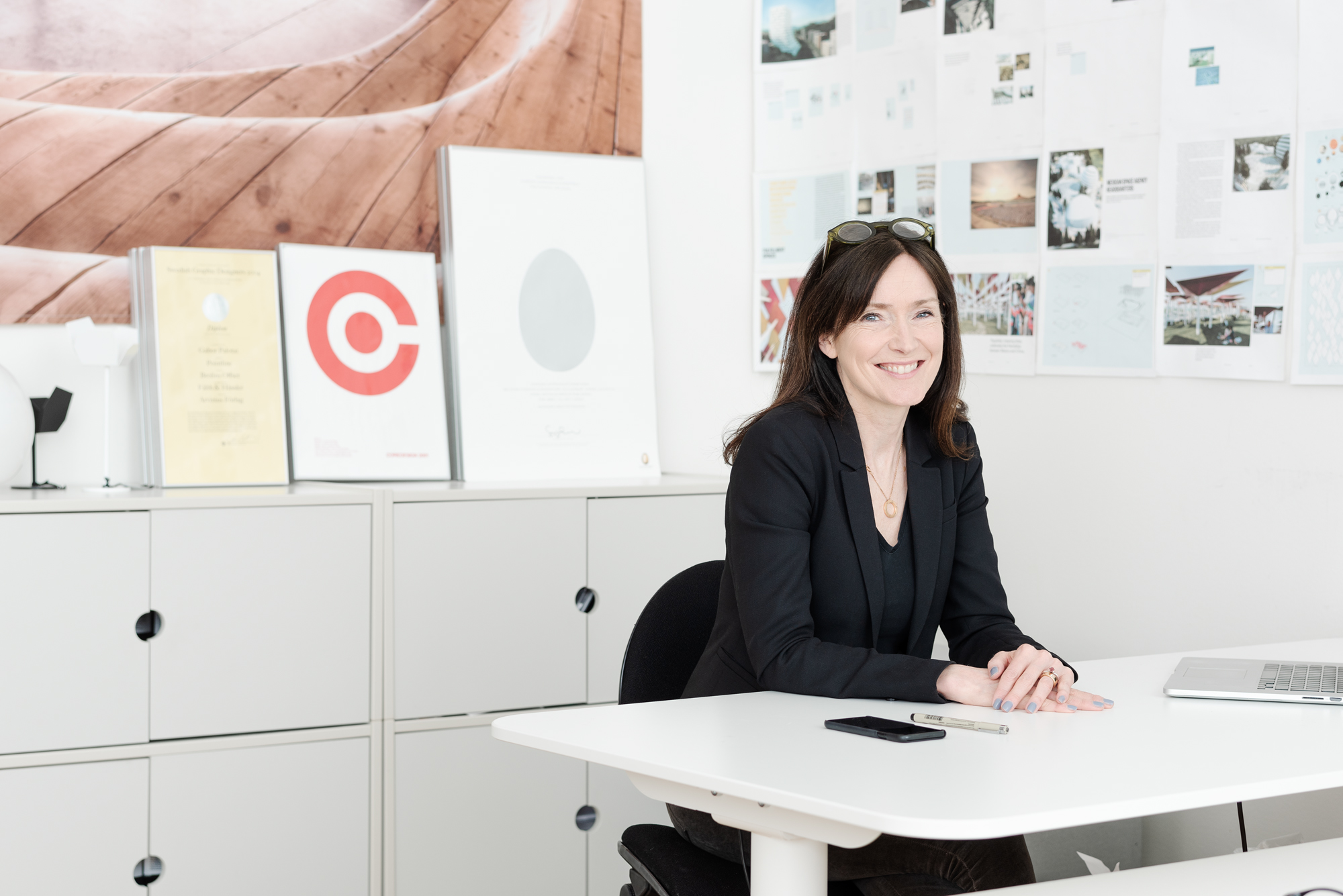
Marie Arvinius, 2018.

Marie Elisabet Arvinius, född 12 november 1963, är en svensk civilekonom och förläggare. 
Arvinius grundade 1995 Arvinius förlag, sedermera Arvinius+Orfeus Publishing AB. Förlaget är internationellt känt för sina många arkitekturmonografier men har också fått priser och erkännanden för sin utgivning inom konst och design. Arvinius är VD och förläggare för förlaget, som har sitt säte i Stockholm.